# Koiffure Kitoko
Koiffure Kitoko est une émission de télé-réalité conceptualisée et co-produite en 2015, par une société de production localisée en République Démocratique du Congo et la chaine de télévision, A+, une chaine panafricaine francophone de Canal+ Overseas.
Il s'agit d'un concours entre plusieurs coiffeurs professionnels, représentant chacun un pays d’Afrique francophone, s'affrontant sur un plateau télévisé à huis clos durant 8 semaines, où ils sont jugés par un jury de 3 personnes issue de divers horizon de la coiffure et/ou la mode. Ce jury décide, via des cotations, quel candidat sera éliminé lors de l'épreuve de « rattrapage » de chaque émission, ainsi que quel candidat sera sacré gagnant de l’émission finale.
La première saison a été présentée par Maria Noella Madinga en République Démocratique du Congo, remplacée par Emma Lohoues lors de la seconde saison en Côte d’Ivoire.
Le nombre de candidats a varié entre les deux premières saisons : de six candidats lors de la première à huit lors de la seconde.
À l'issue des 8 semaines, de compétition, 1 coiffeur est nommé meilleur coiffeur panafricain de l'émission.

## Diffusion
L'émission est diffusée sur la chaine A+ du bouquet de Canal+ Afrique  et sur Easy TV le nouveau bouquet TNT de Canal+ Overseas, tous les vendredis soir à 20 h 30 depuis la saison 1, pendant 8 semaines.
Depuis avril 2017, l'émission est diffusée en France sur l'option Africaine de Canal+ Le Bouquet (Canal 201), chez Free (Canal 444).

## Mécanique du jeu
Après un casting réalisé dans toute l’Afrique Francophone via réseaux sociaux et référencements locaux. Six jeunes professionnels (augmenté à huit lors de la saison 2) jugés par 3 jury Africains s'affrontent dans différentes épreuves pour tenter de devenir le meilleur coiffeur Panafricain de l'année et remporter 5 000 $. À noter sur ce dernier point, le gain, que le gagnant ne gagne plus 5 000 $ depuis la saison 2, en 2017, mais 5.000.000 Fcfa. Des gains de 1.500.000 Fcfa et 500.000 Fcfa sont remis respectivement au second et troisième de l’émission.
En bonus, un prix de 100.000 Fcfa est remis au meilleur de chaque émission pour la saison 2, meilleur qui reçoit également le titre de « Tablier Blanc » chaque semaine.
Chaque semaine, un candidat est éliminé par le jury sur base des différentes cotations des 2 épreuves, l’une technique et l’autre artistique.  En fin d’émission, le jury peut, après concertation, décider de sauver le candidat éliminé en lui octroyant un joker.  Le jury a, en sa possession, 2 joker utilisable sur toute la durée du concours.
L’émission est rythmée par des interventions des candidats et jury en confessionnal, oú ils donnent leurs impressions tout au long de la compétition.

## Participants

### Présentation
L'émission est présentée par Maria Noella Madinga en saison 1 (2015) et Emma Lohoues en saison 2 (2017).

### Jury
- Igor Mpiana (Saison 1 à 2).
- Odia Kabakele (Saison 1).
- Bijoux Nsilu Degrace (Saison 1).
- Awa Sanoko (Saison 2).
- N'Guessan Kouassi (Saison 2).

### Saison 1 (2015)
Réalisé par Sophie Brunet et Thierry Cordier Nyansa, la saison 1 a été enregistrée à Kinshasa avec la participation de 6 candidats provenant de:
- République démocratique du Congo
- République du Congo
- Cote d'Ivoire
- Sénégal
- Cameroun
- Togo

La première saison a été diffusée du 23 octobre 2015 au 11 décembre 2015 et a été remportée par Aimée N'Draman, candidate Ivoirienne. La seconde place a été remportée par la Sénégalaise, Mariem Ngom.

### Saison 2 (2017)[5]
Réalisé par Sophie Brunet et Thierry Cordier Nyansa, la saison 2 a été enregistrée à Abidjan avec la participation, cette fois, de 8 candidats, dont 2 hommes, provenant de:
- République démocratique du Congo
- Gabon
- Cote d'Ivoire
- Sénégal
- Cameroun
- Togo
- Bénin
- Burkina Faso

La seconde saison a été diffusée du 17 mars 2017 au 5 mai 2017 et a été remportée par Manina Norlinda Dos Santos, candidate Sénégalaise.
À la seconde place, le Togolais, Alphonse Tilath Kantoni, et la troisième place a été gagnée par Henri Samuel Lobebwanga, du Cameroun.

### Saison 3 (2018)
Réalisé par Sophie Brunet et Thierry Cordier Nyansa, la saison 3 a été enregistrée à Abidjan avec la participation de 8 candidats, dont 2 hommes, provenant de:
- République démocratique du Congo
- Gabon
- Côte d'Ivoire
- Sénégal
- Guinée : Patricia Lamah
- Togo
- Bénin
- Burkina Faso

La diffusion commence le 3 mars 2018 sur la chaine A+ 